# Критическая масса (социодинамика)
Критическая масса — в социальной динамике называют такое количество приверженцев новой идеи, технологии или инновации, которое достаточно для того, чтобы их принятие и распространение в обществе становилось самоподдерживающимся, создавая дальнейший рост. Точка, в которой достигается такая критическая масса, иногда называется порогом в рамках пороговой модели статистического моделирования. Термин «критическая масса» позаимствован из ядерной физики и означает минимальное количество вещества, необходимое для поддержания реакции.
В социальных науках критическая масса уходит корнями в социологию и часто используется для выяснения условий, при которых возникает взаимовлияние в коллективах, и как оно становится самоподдерживающимся. Последние исследования показывают, что помимо количественного понятия «достаточное число» на критическую массу также влияют качественные свойства, такие как репутация, интересы, приверженности, возможности, цели, соглашения и заключения, все из которых имеют решающее значение для определения того, можно ли начать взаимодействия для продвижения идеи, технологии или инновации. Другие важные социальные факторы включают размер, взаимозависимость и уровень коммуникации в сообществе или одной из его субкультур. Также социальная стигматизация или возможность общественного оправдания являются важным фактором.

## Предыстория
Концепция критической массы существовала и до того, как стала применяться в социологии. Это была устоявшаяся концепция в медицине, в частности в эпидемиологии, начиная с 1920-х годов, поскольку объясняла распространение болезней. Также использовалась в изучении потребительского поведения и в экономике, особенно в теории общего равновесия. В своих работах один из авторов термина, Шеллинг цитирует известную работу «Рынок «лимонов»: неопределённость качества и рыночный механизм», написанную в 1970 году Джорджем Акерлофом. Другой создатель, Грановеттер в своих работах цитирует Равновесие Нэша из теории игр.
Наконец, эссе Герберта А. Саймона «Эффекты оркестровой платформы и отстающего и возможность предсказания выборов», опубликованное в 1954 году в журнале Public Opinion Quarterly, приводится как предшественник концепции, которую мы сегодня знаем как «критическая масса».

## История
Концепция критической массы была изначально создана теоретиком игр Томасом Шеллингом и социологом Марком Грановеттером для объяснения действий и поведения широкого круга людей и явлений. Концепция была впервые выдвинута (хотя и не названа прямо) в эссе Шеллинга о расовой сегрегации в районах, опубликованном в 1971 году в журнале «Journal of Mathematical Sociology», а затем развита в его книге «Микромотивы и макроповедение», опубликованной в 1978 году. Он использовал термин «критическая плотность» в отношении загрязнения окружающей среды в своей работе «Об экологии микромотивов». Марк Грановеттер в своем эссе «Пороговые модели коллективного поведения», опубликованном в American Journal of Sociology в 1978 году, работал над укреплением теории. Эверетт Роджерс позже цитирует их обоих в своей важной работе «Диффузия инноваций», в которой критическая масса играет важную роль.

## Примеры

### Факс
В качестве примера в книге «Диффузия инноваций» Роджерс привел факсимильный аппарат, который существовал почти полтора века, прежде чем стал популярным и широко используемым. Он существовал в разных формах и для разных целей, но по мере развития технологии факсов, включая переход на существующие телефонные линии для передачи информации и падение цен как на аппараты, так и на стоимость факсимильного сообщения, факс достиг критической массы в 1987 году, когда «американцы начали считать, что „у всех остальных“ уже есть факсимильный аппарат».[значимость факта?]

### Социальные сети
Критическая масса является основополагающим фактором того, чтобы сайты социальных сетей поддерживали значимую пользовательскую базу. Достижение устойчивого числа пользователей зависит от коллективного, а не от индивидуального использования технологии. Использование платформы создаёт положительный внешний эффект, когда каждый новый пользователь обеспечивает дополнительную ощущаемую выгоду и для предыдущих, и для потенциальных пользователей.